# Оскар (кинопремия, 1944)
16-я церемония вручения наград премии «Оскар» за заслуги в области кинематографа за 1943 год прошла 2 марта 1944 года в Китайском театре Граумана (Лос-Анджелес, США).
Актёров и актрис второго плана с этой церемонии стали награждать стандартными статуэтками (ранее призёрам вручались почётные наградные таблички).

## Фильмы, получившие несколько номинаций
| Фильм                                                   | номинации | победы |
| ------------------------------------------------------- | --------- | ------ |
| • Песня Бернадетт / The Song of Bernadette              | 12        | 4      |
| • По ком звонит колокол / For Whom the Bell Tolls       | 9         | 1      |
| • Касабланка / Casablanca                               | 8         | 3      |
| • Мадам Кюри / Madame Curie                             | 7         | -      |
| • Чем больше, тем веселее / The More the Merrier        | 6         | 1      |
| • Северная звезда / The North Star / Armored Attack     | 6         | -      |
| • Человеческая комедия / The Human Comedy               | 5         | 1      |
| • Призрак Оперы / Phantom of the Opera                  | 4         | 2      |
| • Дозор на Рейне / Watch on the Rhine                   | 4         | 1      |
| • Военно-воздушные силы / Air Force                     | 4         | 1      |
| • Сквозь гордость, тоску и утраты / So Proudly We Hail! | 4         | -      |
| • Это армия / This Is the Army                          | 3         | 1      |
| • Небеса могут подождать / Heaven Can Wait              | 3         | -      |
| • Сахара / Sahara                                       | 3         | -      |
| • Привет, друзья! (м/ф) / Saludos Amigos                | 3         | -      |
| • Тысячи приветствий / Thousands Cheer                  | 3         | -      |
| • Пять гробниц по пути в Каир / Five Graves to Cairo    | 3         | -      |
| • Привет, Фриско, Привет / Hello, Frisco, Hello         | 2         | 1      |
| • В котором мы служим / In Which We Serve               | 2         | -      |
| • Палачи тоже умирают! / Hangmen Also Die!              | 2         | -      |
| • В старой Оклахоме / In Old Oklahoma                   | 2         | -      |
| • Хит Парад 1943 года / Hit Parade of 1943              | 2         | -      |
| • Небо — это граница / The Sky’s the Limit              | 2         | -      |
| • Есть о чём кричать / Something to Shout About         | 2         | -      |
| • Солдатский клуб / Stage Door Canteen                  | 2         | -      |
| • Звёздно-полосатый ритм / Star Spangled Rhythm         | 2         | -      |

## Список лауреатов и номинантов
★ Победители выделены отдельным цветом. 

### Основные категории
| Категории                                                                       | Лауреаты и номинанты                                                                       | Лауреаты и номинанты                                                    |
| ------------------------------------------------------------------------------- | ------------------------------------------------------------------------------------------ | ----------------------------------------------------------------------- |
| Лучший фильм                                                                    |                                                                                            | ★ Касабланка / Casablanca (Warner Bros.)                                |
| Лучший фильм                                                                    | • По ком звонит колокол / For Whom the Bell Tolls (Paramount)                              |                                                                         |
| Лучший фильм                                                                    | • Небеса могут подождать / Heaven Can Wait (20th Century Fox)                              |                                                                         |
| Лучший фильм                                                                    | • Человеческая комедия / The Human Comedy (Metro-Goldwyn-Mayer)                            |                                                                         |
| Лучший фильм                                                                    | • В котором мы служим / In Which We Serve (Two Cities)                                     |                                                                         |
| Лучший фильм                                                                    | • Мадам Кюри / Madame Curie (Metro-Goldwyn-Mayer)                                          |                                                                         |
| Лучший фильм                                                                    | • Чем больше, тем веселее / The More the Merrier (Columbia)                                |                                                                         |
| Лучший фильм                                                                    | • Случай в Окс-Боу / The Ox-Bow Incident (20th Century Fox)                                |                                                                         |
| Лучший фильм                                                                    | • Песня Бернадетт / The Song of Bernadette (20th Century Fox)                              |                                                                         |
| Лучший фильм                                                                    | • Дозор на Рейне / Watch on the Rhine (Warner Bros.)                                       |                                                                         |
| Лучший режиссёр                                                                 |                                                                                            | ★ Майкл Кёртис за фильм «Касабланка»                                    |
| Лучший режиссёр                                                                 | • Эрнст Любич — «Небеса могут подождать»                                                   |                                                                         |
| Лучший режиссёр                                                                 | • Кларенс Браун — «Человеческая комедия»                                                   |                                                                         |
| Лучший режиссёр                                                                 | • Джордж Стивенс — «Чем больше, тем веселее»                                               |                                                                         |
| Лучший режиссёр                                                                 | • Генри Кинг — «Песня Бернадетт»                                                           |                                                                         |
| Лучший актёр                                                                    |                                                                                            | ★ Пол Лукас — «Дозор на Рейне» (за роль Курта Мюллера)                  |
| Лучший актёр                                                                    | • Хамфри Богарт — «Касабланка» (за роль Рика Блейна)                                       |                                                                         |
| Лучший актёр                                                                    | • Гэри Купер — «По ком звонит колокол» (за роль Роберта Джордана)                          |                                                                         |
| Лучший актёр                                                                    | • Уолтер Пиджон — «Мадам Кюри» (за роль Пьера Кюри)                                        |                                                                         |
| Лучший актёр                                                                    | • Микки Руни — «Человеческая комедия» (за роль Гомера Маколея)                             |                                                                         |
| Лучшая актриса                                                                  |                                                                                            | ★ Дженнифер Джонс — «Песня Бернадетт» (за роль Бернадетт Субиру)        |
| Лучшая актриса                                                                  | • Джин Артур — «Чем больше, тем веселее» (за роль Констанс «Конни» Миллиган)               |                                                                         |
| Лучшая актриса                                                                  | • Ингрид Бергман — «По ком звонит колокол» (за роль Марии)                                 |                                                                         |
| Лучшая актриса                                                                  | • Джоан Фонтейн — «Постоянная нимфа» (за роль Терезы «Тессы» Сэнгер)                       |                                                                         |
| Лучшая актриса                                                                  | • Грир Гарсон — «Мадам Кюри» (за роль Марии Кюри)                                          |                                                                         |
| Лучший актёр второго плана                                                      |                                                                                            | ★ Чарльз Коберн — «Чем больше, тем веселее» (за роль Бенджамина Дингла) |
| Лучший актёр второго плана                                                      | • Чарльз Бикфорд — «Песня Бернадетт» (за роль отца Пейрамаля)                              |                                                                         |
| Лучший актёр второго плана                                                      | • Дж. Кэррол Нэш — «Сахара» (за роль Джузеппе)                                             |                                                                         |
| Лучший актёр второго плана                                                      | • Клод Рейнс — «Касабланка» (за роль капитана Луи Рено)                                    |                                                                         |
| Лучший актёр второго плана                                                      | • Аким Тамиров — «По ком звонит колокол» (за роль Пабло)                                   |                                                                         |
| Лучшая актриса второго плана                                                    |                                                                                            | ★ Катина Паксино — «По ком звонит колокол» (за роль Пилар)              |
| Лучшая актриса второго плана                                                    | • Глэдис Купер — «Песня Бернадетт» (за роль сестры Марии Терезы Возу)                      |                                                                         |
| Лучшая актриса второго плана                                                    | • Полетт Годдар — «Сквозь гордость, тоску и утраты» (за роль лейтенанта Джоан О’Дул)       |                                                                         |
| Лучшая актриса второго плана                                                    | • Энн Ревир — «Песня Бернадетт» (за роль Луизы Субиру)                                     |                                                                         |
| Лучшая актриса второго плана                                                    | • Люсиль Уотсон — «Дозор на Рейне» (за роль Фанни Фаррелли)                                |                                                                         |
| Лучший оригинальный сценарий                                                    | ★ Норман Красна — «Принцесса О’Рурк»                                                       | ★ Норман Красна — «Принцесса О’Рурк»                                    |
| Лучший оригинальный сценарий                                                    | • Дадли Николс — «Военно-воздушные силы»                                                   |                                                                         |
| Лучший оригинальный сценарий                                                    | • Ноэл Кауард — «В котором мы служим»                                                      |                                                                         |
| Лучший оригинальный сценарий                                                    | • Лилиан Хеллман — «Северная звезда»                                                       |                                                                         |
| Лучший оригинальный сценарий                                                    | • Аллан Скотт — «Сквозь гордость, тоску и утраты»                                          |                                                                         |
| Лучший адаптированный сценарий (англ. Best Writing, Screenplay)                 | ★ Джулиус Джей Эпстейн, Филип Дж. Эпстейн и Ховард Кох — «Касабланка»                      | ★ Джулиус Джей Эпстейн, Филип Дж. Эпстейн и Ховард Кох — «Касабланка»   |
| Лучший адаптированный сценарий (англ. Best Writing, Screenplay)                 | • Наннэлли Джонсон — «Священные узы брака»                                                 |                                                                         |
| Лучший адаптированный сценарий (англ. Best Writing, Screenplay)                 | • Роберт Расселл, Фрэнк Росс, Ричард Флюрной и Льюис Р. Фостер — «Чем больше, тем веселее» |                                                                         |
| Лучший адаптированный сценарий (англ. Best Writing, Screenplay)                 | • Джордж Ситон — «Песня Бернадетт»                                                         |                                                                         |
| Лучший адаптированный сценарий (англ. Best Writing, Screenplay)                 | • Дэшилл Хэммет — «Дозор на Рейне»                                                         |                                                                         |
| Лучший литературный первоисточник (Best Writing, Original Motion Picture Story) |                                                                                            | ★ Уильям Сароян — «Человеческая комедия»                                |
| Лучший литературный первоисточник (Best Writing, Original Motion Picture Story) | • Гай Гилпэтрик — «Война в Северной Атлантике»                                             |                                                                         |
| Лучший литературный первоисточник (Best Writing, Original Motion Picture Story) | • Стив Фишер — «Курс на Токио»                                                             |                                                                         |
| Лучший литературный первоисточник (Best Writing, Original Motion Picture Story) | • Роберт Расселл и Фрэнк Росс — «Чем больше, тем веселее»                                  |                                                                         |
| Лучший литературный первоисточник (Best Writing, Original Motion Picture Story) | • Гордон МакДонелл — «Тень сомнения»                                                       |                                                                         |

### Другие категории
• Отдельным цветом выделены неофициальные номинанты.
| Категории                                                        | Лауреаты и номинанты |
| ---------------------------------------------------------------- | --- |
| Лучшая музыка: Саундтрек к драматическому или комедийному фильму | ★ Альфред Ньюман — «Песня Бернадетт»                                                                                               |
| Лучшая музыка: Саундтрек к драматическому или комедийному фильму | • Фрэнк Скиннер и Ханс Дж. Сэлтер — «Удивительная миссис Холлидэй»                                                                 |
| Лучшая музыка: Саундтрек к драматическому или комедийному фильму | • Макс Стайнер — «Касабланка» |
| Лучшая музыка: Саундтрек к драматическому или комедийному фильму | • Моррис Столофф и Луис Грюнберг — «Коммандос атакуют на рассвете»                                                                 |
| Лучшая музыка: Саундтрек к драматическому или комедийному фильму | • Рой Уэбб и Константин Бакалейникофф — «Падший воробей»                                                                           |
| Лучшая музыка: Саундтрек к драматическому или комедийному фильму | • Виктор Янг — «По ком звонит колокол»                                                                                             |
| Лучшая музыка: Саундтрек к драматическому или комедийному фильму | • Ханс Эйслер — «Палачи тоже умирают!»                                                                                             |
| Лучшая музыка: Саундтрек к драматическому или комедийному фильму | • Фил Бутелье — «Привет, Диддл, Диддл»                                                                                             |
| Лучшая музыка: Саундтрек к драматическому или комедийному фильму | • Уолтер Шарф — «В старой Оклахоме»                                                                                                |
| Лучшая музыка: Саундтрек к драматическому или комедийному фильму | • Ли Харлайн — «Джонни приходит поздно»                                                                                            |
| Лучшая музыка: Саундтрек к драматическому или комедийному фильму | • Герард Карбонара — «Канзасец» |
| Лучшая музыка: Саундтрек к драматическому или комедийному фильму | • Артур Ланж — «Леди из бурлеска»                                                                                                  |
| Лучшая музыка: Саундтрек к драматическому или комедийному фильму | • Герберт Стотхарт — «Мадам Кюри»                                                                                                  |
| Лучшая музыка: Саундтрек к драматическому или комедийному фильму | • Дмитрий Тёмкин — «Луна и шестипенсовик»                                                                                          |
| Лучшая музыка: Саундтрек к драматическому или комедийному фильму | • Аарон Копленд — «Северная звезда»                                                                                                |
| Лучшая музыка: Саундтрек к драматическому или комедийному фильму | • Эдвард Х. Пламб, Пол Дж. Смит и Оливер Уоллес — «Победа через мощь в воздухе»                                                    |
| Лучшая музыка: Саундтрек к музыкальному фильму                   | ★ Рэй Хайндорф — «Это армия» |
| Лучшая музыка: Саундтрек к музыкальному фильму                   | • Альфред Ньюман — «Кони-Айленд»                                                                                                   |
| Лучшая музыка: Саундтрек к музыкальному фильму                   | • Уолтер Шарф — «Хит-парад 1943 года»                                                                                              |
| Лучшая музыка: Саундтрек к музыкальному фильму                   | • Эдвард Уорд — «Призрак Оперы» |
| Лучшая музыка: Саундтрек к музыкальному фильму                   | • Чарльз Уолкотт, Эдвард Х. Пламб и Пол Дж. Смит — «Привет, друзья!»                                                               |
| Лучшая музыка: Саундтрек к музыкальному фильму                   | • Ли Харлайн — «Небо — это граница»                                                                                                |
| Лучшая музыка: Саундтрек к музыкальному фильму                   | • Моррис Столофф — «Есть о чём кричать»                                                                                            |
| Лучшая музыка: Саундтрек к музыкальному фильму                   | • Фредди Рич — «Солдатский клуб»                                                                                                   |
| Лучшая музыка: Саундтрек к музыкальному фильму                   | • Роберт Эмметт Долан — «Звёздно-полосатый ритм»                                                                                   |
| Лучшая музыка: Саундтрек к музыкальному фильму                   | • Герберт Стотхарт — «Тысячи приветствий»                                                                                          |
| Лучшая песня к фильму                                            | ★ You’ll Never Know — «Привет, Фриско, Привет» — музыка: Гарри Уоррен, слова: Мак Гордон                                           |
| Лучшая песня к фильму                                            | • A Change of Heart — «Хит Парад 1943 года» — музыка: Жюль Стайн, слова: Харольд Адамсон                                           |
| Лучшая песня к фильму                                            | • Happiness Is a Thing Called Joe — «Хижина на небесах» — музыка: Гарольд Арлен, слова: Э. И. Харбёрг                              |
| Лучшая песня к фильму                                            | • My Shining Hour — «Небо — это граница» — музыка: Гарольд Арлен, слова: Джонни Мёрсер                                             |
| Лучшая песня к фильму                                            | • Saludos Amigos — «Привет, друзья!» — музыка: Чарльз Уолкотт, слова: Нед Вашингтон                                                |
| Лучшая песня к фильму                                            | • Say a Pray’r for the Boys Over There — «То, что она не отдаст» — музыка: Джимми МакХью, слова: Херб Магидсон                     |
| Лучшая песня к фильму                                            | • That Old Black Magic — «Звёздно-полосатый ритм» — музыка: Гарольд Арлен, слова: Джонни Мёрсер                                    |
| Лучшая песня к фильму                                            | • They’re Either Too Young or Too Old — «Благодари судьбу» — музыка: Артур Шварц, слова: Фрэнк Лоссер                              |
| Лучшая песня к фильму                                            | • We Mustn’t Say Goodbye — «Солдатский клуб» — музыка: Джеймс В. Монако, слова: Эл Дубин                                           |
| Лучшая песня к фильму                                            | • You’d Be So Nice to Come Home To — «Есть о чём кричать» — музыка и слова: Коул Портер                                            |
| Лучший монтаж                                                    | ★ Джордж Эми — «Военно-воздушные силы»                                                                                             |
| Лучший монтаж                                                    | • Оуэн Маркс — «Касабланка» |
| Лучший монтаж                                                    | • Доан Харрисон — «Пять гробниц по пути в Каир»                                                                                    |
| Лучший монтаж                                                    | • Шерман Тодд и Джон Ф. Линк ст. — «По ком звонит колокол»                                                                         |
| Лучший монтаж                                                    | • Барбара Маклин — «Песня Бернадетт»                                                                                               |
| Лучшая операторская работа (Чёрно-белый фильм)                   | ★ Артур Ч. Миллер — «Песня Бернадетт»                                                                                              |
| Лучшая операторская работа (Чёрно-белый фильм)                   | • Джеймс Вонг Хоу, Элмер Дайер и Чарльз А. Маршалл — «Военно-воздушные силы»                                                       |
| Лучшая операторская работа (Чёрно-белый фильм)                   | • Артур Идисон — «Касабланка» |
| Лучшая операторская работа (Чёрно-белый фильм)                   | • Тони Гаудио — «Корвет K-225» |
| Лучшая операторская работа (Чёрно-белый фильм)                   | • Джон Ф. Зейтц — «Пять гробниц по пути в Каир»                                                                                    |
| Лучшая операторская работа (Чёрно-белый фильм)                   | • Гарри Стрэдлинг ст. — «Человеческая комедия»                                                                                     |
| Лучшая операторская работа (Чёрно-белый фильм)                   | • Джозеф Руттенберг — «Мадам Кюри»                                                                                                 |
| Лучшая операторская работа (Чёрно-белый фильм)                   | • Джеймс Вонг Хоу — «Северная звезда»                                                                                              |
| Лучшая операторская работа (Чёрно-белый фильм)                   | • Рудольф Мате — «Сахара» |
| Лучшая операторская работа (Чёрно-белый фильм)                   | • Чарльз Лэнг — «Сквозь гордость, тоску и утраты»                                                                                  |
| Лучшая операторская работа (Цветной фильм)                       | ★ Хэл Мор и У. Говард Грин — «Призрак Оперы»                                                                                       |
| Лучшая операторская работа (Цветной фильм)                       | • Рэй Реннахан — «По ком звонит колокол»                                                                                           |
| Лучшая операторская работа (Цветной фильм)                       | • Эдвард Кронджагер — «Небеса могут подождать»                                                                                     |
| Лучшая операторская работа (Цветной фильм)                       | • Чарльз Дж. Кларк и Аллен М. Дэвей — «Привет, Фриско, Привет»                                                                     |
| Лучшая операторская работа (Цветной фильм)                       | • Леонард Смит — «Лесси возвращается домой»                                                                                        |
| Лучшая операторская работа (Цветной фильм)                       | • Джордж Фолси — «Тысячи приветствий»                                                                                              |
| Лучшая работа художника (Чёрно-белый фильм)                      | ★ Джеймс Басеви, Уильям С. Дарлинг (постановщики), Томас Литтл (декоратор) — «Песня Бернадетт»                                     |
| Лучшая работа художника (Чёрно-белый фильм)                      | • Ханс Драйер, Эрнст Фегте (постановщики), Бертрам С. Грэйнджер (декоратор) — «Пять гробниц по пути в Каир»                        |
| Лучшая работа художника (Чёрно-белый фильм)                      | • Альберт С. Д’Агостино, Кэрролл Кларк (постановщики), Даррел Сильвера, Харли Миллер (декораторы) — «Полёт за свободой»            |
| Лучшая работа художника (Чёрно-белый фильм)                      | • Седрик Гиббонс, Пол Грессе (постановщики), Эдвин Б. Уиллис, Хью Хант (декораторы) — «Мадам Кюри»                                 |
| Лучшая работа художника (Чёрно-белый фильм)                      | • Карл Жуль Вейл (постановщик), Джордж Джеймс Хопкинс (декоратор) — «Миссия в Москву»                                              |
| Лучшая работа художника (Чёрно-белый фильм)                      | • Перри Фергюсон (постановщик), Ховард Бристоль (декоратор) — «Северная звезда»                                                    |
| Лучшая работа художника (Цветной фильм)                          | ★ Джон Б. Гудман, Александр Голицын (постановщики), Расселл А. Гаусман, Айра Уэбб (декораторы) — «Призрак Оперы»                   |
| Лучшая работа художника (Цветной фильм)                          | • Ханс Драйер, Хелдэйн Дуглас (постановщики), Бертрам С. Грэйнджер (декоратор) — «По ком звонит колокол»                           |
| Лучшая работа художника (Цветной фильм)                          | • Джеймс Басеви, Джозеф Ч. Райт (постановщики), Томас Литтл (декоратор) — «Вся банда в сборе»                                      |
| Лучшая работа художника (Цветной фильм)                          | • Джон Хьюз, л-нт Джон Кениг (постановщики), Джордж Джеймс Хопкинс (декоратор) — «Это армия»                                       |
| Лучшая работа художника (Цветной фильм)                          | • Седрик Гиббонс, Дэниэл Б. Кэткарт (постановщики), Эдвин Б. Уиллис, Жак Мерсеро (декораторы) — «Тысячи приветствий»               |
| Лучший звук                                                      | ★ RKO Radio Studio Sound Department, звукорежиссёр Стивен Данн — «Эта земля моя»                                                   |
| Лучший звук                                                      | • Sound Service, Inc., звукорежиссёр Джек Уитни — «Палачи тоже умирают!»                                                           |
| Лучший звук                                                      | • Republic Studio Sound Department, звукорежиссёр Дэниэл Дж. Блумберг — «В старой Оклахоме»                                        |
| Лучший звук                                                      | • Metro-Goldwyn-Mayer Studio Sound Department, звукорежиссёр Дуглас Ширер — «Мадам Кюри»                                           |
| Лучший звук                                                      | • Samuel Goldwyn Studio Sound Department, звукорежиссёр Томас Т. Моултон — «Северная звезда»                                       |
| Лучший звук                                                      | • Universal Studio Sound Department, звукорежиссёр Бернард Б. Браун — «Призрак Оперы»                                              |
| Лучший звук                                                      | • Paramount Studio Sound Department, звукорежиссёр Лорен Л. Райдер — «Стремясь высоко»                                             |
| Лучший звук                                                      | • Columbia Studio Sound Department, звукорежиссёр Джон П. Ливадари — «Сахара»                                                      |
| Лучший звук                                                      | • Walt Disney Studio Sound Department, звукорежиссёр Сэм Слайфилд — «Привет, друзья!»                                              |
| Лучший звук                                                      | • RCA Sound, звукорежиссёр Джеймс Л. Филдс — «Вот и Вашингтон»                                                                     |
| Лучший звук                                                      | • 20th Century-Fox Studio Sound Department, звукорежиссёр Эдмунд Х. Хэнсен — «Песня Бернадетт»                                     |
| Лучший звук                                                      | • Warner Bros. Studio Sound Department, звукорежиссёр Натан Левинсон — «Это армия»                                                 |
| Лучшие спецэффекты                                               | ★ Фред Серсен (фотографические эффекты), Роджер Хеман ст. (звуковые эффекты) — «Опасное погружение»                                |
| Лучшие спецэффекты                                               | • Ханс Ф. Конекамп, Рекс Уимпи (фотографические эффекты), Натан Левинсон (звуковые эффекты) — «Военно-воздушные силы»              |
| Лучшие спецэффекты                                               | • Вернон Л. Уокер (фотографические эффекты), Джеймс Г. Стюарт, Рой Грэнвилл (звуковые эффекты) — «Бомбардир»                       |
| Лучшие спецэффекты                                               | • Кларенс Слайфер, Рэй Бингер (фотографические эффекты), Томас Т. Моултон (звуковые эффекты) — «Северная звезда»                   |
| Лучшие спецэффекты                                               | • Гордон Дженнингс, Фарсиот Эдуарт (фотографические эффекты), Джордж Даттон (звуковые эффекты) — «Сквозь гордость, тоску и утраты» |
| Лучшие спецэффекты                                               | • А. Арнольд Гиллеспи, Дональд Джараус (фотографические эффекты), Майкл Стейнор (звуковые эффекты) — «Готовься к бою»              |
| Лучший документальный фильм                                      | ★ Победа в пустыне / Desert Victory (Британское министерство информации)                                                           |
| Лучший документальный фильм                                      | • Боевое крещение / Baptism of Fire (Армия США)                                                                                    |
| Лучший документальный фильм                                      | • Битва за Россию / The Battle of Russia (United States Department of War Special Service Division)                                |
| Лучший документальный фильм                                      | • Сообщение с Алеут / Report from the Aleutians (United States Army Pictorial Service)                                             |
| Лучший документальный фильм                                      | • Рапорт военного ведомства / War Department Report (United States Office of Strategic Services Field Photographic Bureau)         |
| Лучший документальный фильм                                      | • For God and Country (United States Army Pictorial Service)                                                                       |
| Лучший документальный фильм                                      | • Тихая деревня (Британское министерство информации)                                                                               |
| Лучший документальный фильм                                      | • We've Come a Long, Long Way (Negro Marches On, Inc.)                                                                             |
| Лучший документальный короткометражный фильм                     | ★ Седьмое декабря / December 7th (Военно-морские силы США)                                                                         |
| Лучший документальный короткометражный фильм                     | • Дети Марса / Children of Mars (RKO Radio)                                                                                        |
| Лучший документальный короткометражный фильм                     | • Plan for Destruction (Metro-Goldwyn-Mayer)                                                                                       |
| Лучший документальный короткометражный фильм                     | • Шведы в Америке / Swedes in America (United States Office of War Information Overseas Motion Picture Bureau)                     |
| Лучший документальный короткометражный фильм                     | • К народу Соединенных Штатов / To the People of the United States (продюсер: Уолтер Вангер)                                       |
| Лучший документальный короткометражный фильм                     | • Завтра в полёт / Tomorrow We Fly (United States Navy Bureau of Aeronautics)                                                      |
| Лучший документальный короткометражный фильм                     | • Youth in Crisis (The March of Time)                                                                                              |
| Лучший документальный короткометражный фильм                     | • The Bismarck Convoy Smashed (Australian Department of Information Film Unit)                                                     |
| Лучший документальный короткометражный фильм                     | • Day of Battle (United States Office of War Information Domestic Motion Picture Bureau)                                           |
| Лучший документальный короткометражный фильм                     | • The Dutch Tradition (Национальный совет по кинематографии Канады)                                                                |
| Лучший документальный короткометражный фильм                     | • Kill or Be Killed (Британское министерство информации)                                                                           |
| Лучший документальный короткометражный фильм                     | • The Labor Front (Национальный совет по кинематографии Канады)                                                                    |
| Лучший документальный короткометражный фильм                     | • Земля моей матери / Kraj Mojej Matki (Польский информационный центр)                                                             |
| Лучший документальный короткометражный фильм                     | • Letter from Livingston (United States Army 4th Signal Photographic Unit)                                                         |
| Лучший документальный короткометражный фильм                     | • Life Line (United States Army Pictorial Service)                                                                                 |
| Лучший документальный короткометражный фильм                     | • The Rear Gunner (Военное министерство США)                                                                                       |
| Лучший документальный короткометражный фильм                     | • Servant of a Nation (Южно-Африканский Союз)                                                                                      |
| Лучший документальный короткометражный фильм                     | • Task Force (Береговая охрана США)                                                                                                |
| Лучший документальный короткометражный фильм                     | • The Voice That Thrilled the World (Warner Bros.)                                                                                 |
| Лучший документальный короткометражный фильм                     | • Вода: друг или враг / Water: Friend or Enemy (продюсер: Уолт Дисней)                                                             |
| Лучший документальный короткометражный фильм                     | • Крылья вверх / Wings Up (United States Army Air Force 1st Motion Picture Unit)                                                   |
| Лучший короткометражный фильм, снятый на 1 бобину                | ★ Десантные истребители / Amphibious Fighters (продюсер: Грантленд Райс)                                                           |
| Лучший короткометражный фильм, снятый на 1 бобину                | • Кавалькада танца / Cavalcade of Dance with Veloz and Yolanda (продюсер: Гордон Холлингсхед)                                      |
| Лучший короткометражный фильм, снятый на 1 бобину                | • Champions Carry On (продюсер: Эдмунд Рээк)                                                                                       |
| Лучший короткометражный фильм, снятый на 1 бобину                | • Голливуд в униформе (продюсер: Ральф Стауб)                                                                                      |
| Лучший короткометражный фильм, снятый на 1 бобину                | • Seeing Hands (продюсер: Пит Смит)                                                                                                |
| Лучший короткометражный фильм, снятый на 2 бобины                | ★ Божественная музыка / Heavenly Music (продюсеры: Джерри Бреслер и Сэм Козлов)                                                    |
| Лучший короткометражный фильм, снятый на 2 бобины                | • Письмо герою / Letter to a Hero (продюсер: Фредерик Уллман мл.)                                                                  |
| Лучший короткометражный фильм, снятый на 2 бобины                | • Марди Гра / Mardi Gras (продюсер: Уолтер Макэвен)                                                                                |
| Лучший короткометражный фильм, снятый на 2 бобины                | • Женщины на войне / Women at War (продюсер: Гордон Холлингсхед)                                                                   |
| Лучший короткометражный фильм (мультипликация)                   | ★ Мышонок-стратег / The Yankee Doodle Mouse (продюсер: Фред Куимби)                                                                |
| Лучший короткометражный фильм (мультипликация)                   | • Акробат поневоле / The Dizzy Acrobat (продюсер: Уолтер Ланц)                                                                     |
| Лучший короткометражный фильм (мультипликация)                   | • 500 Шляп Бартоломью Каббинса / The 500 Hats of Bartholomew Cubbins (продюсер: Джордж Пал)                                        |
| Лучший короткометражный фильм (мультипликация)                   | • Приветствую тебя, приманка / Greetings Bait (продюсер: Леон Шлезингер)                                                           |
| Лучший короткометражный фильм (мультипликация)                   | • Imagination (продюсер: Дэйв Фляйшер)                                                                                             |
| Лучший короткометражный фильм (мультипликация)                   | • Благоразумие и эмоция / Reason and Emotion (продюсер: Уолт Дисней)                                                               |

## Специальные награды
| Награда                             | Лауреаты | Лауреаты |
| ----------------------------------- | -------- | --- |
| Специальная награда (Special Award) |          | ★ Джордж Пал — За развитие передовых методов и технологий создания короткометражных фильмов, известных как «Puppetoons». (памятная табличка, заменена на статуэтку в 1967 году) |
| Награда имени Ирвинга Тальберга     |          | ★ Хэл Б. Уоллис |